# Per Thorkildsen
Per Thorkildsen ist ein ehemaliger norwegischer Radrennfahrer und nationaler Meister im Radsport.

## Sportliche Laufbahn
Thorkildsen war im Straßenradsport aktiv. Er war einer der stärksten Straßenfahrer Norwegens in den ersten Jahren nach dem Zweiten Weltkrieg.
1948 gewann er die nationale Meisterschaft im Straßenrennen. Bei den Olympischen Sommerspielen in London war er Ersatzfahrer, kam jedoch nicht zum Einsatz. 1948 startete er bei den Straßenradsport-Weltmeisterschaften und schied im Rennen der Amateure aus.
Er startete für den Verein IF Frøy. Nach seiner aktiven Karriere wurde er Trainer in seinem Verein.